# Думан, Айшенур
Айшенур Думан (тур. Ayşenur Duman, род. 1 марта 1999, Деревня Печенек, Чамлыдере, провинция Анкара, Турция) — турецкая лыжница. Участница Зимних Олимпийских игр 2018 и 2022 года.

## Спортивная карьера
Айшенур Думан родилась 1 марта 1999 года в деревне Печенек, района Чамлыдере провинции Анкара, Турция.
В настоящее время обучается в университете Иззета Байсала.
Думан начала кататься на лыжах в возрасте десяти лет, по совету учителя физкультуры. В настоящее время тренируется в спортивном клубе Эсентепе. Айшенур ежедневно выполняет разнообразные упражнения в течение 1,5-3 часов и проезжает на беговых лыжах по 20-30 км в день.
Думан была принята в сборную в 2014 году. По состоянию на 2018 год на ее счету участие в 65 международных соревнованиях с 19 завоеванными медалями. Ее тренирует турецкая лыжница Келиме Четинкая, которая четыре раза участвовала в зимних Олимпийских играх.
Думан приняла участие в Кубке Балкан по лыжным гонкам, проходившем в Равна-Горе, Хорватия, 27-28 февраля 2016 г., и завоевала бронзовую медаль в беге на 5 км вольным стилем среди женщин и серебряную медаль в беге на 10 км вольным стилем среди женщин. Она участвовала в Европейском юношеском олимпийском зимнем фестивале 2017 года, проходившем в Эрзуруме, Турция. Думан вошла в первую десятку, что стало лучшим успехом Турции в этой спортивной дисциплине. Она завоевала бронзовую медаль на Международном чемпионате по лыжероллерам, проходившем в Метсово, Греция, 1-3 сентября 2017 г.
Думан смогла квалифицироваться на зимние Олимпийские играы 2018 года в округе Пхенчхан, Южная Корея.
На соревновании приняла участие в дистанционных гонках на 10 км свободным стилем. С результатом 33:06,4 заняла 86 место.
Стала участником и знаменоносцем от Турции на Зимних Олимпийских играх 2022 года.
В классических 10 метрах заняла 87 место с результатом 37:36.7.
В квалификации на женский спринт заняла 85 место с результатом 4:08.47, что не позволило ей пройти в четверть финал.
В женском командном спринте вместе с Озлем Дурсун заняла 23 место.